# توماس إيدج
توماس إيدج (بالإنجليزية: Thomas Edge)‏ هو لاعب كرة قدم نيوزيلندي، ولد في 6 أبريل 1970 في نيوزيلندا. شارك مع منتخب نيوزيلندا لكرة القدم. أما مع النوادي، فقد لعب مع Waitakere City FC ‏.

## وصلات خارجية
- توماس إيدج على موقع قاعدة بيانات كرة القدم.إي يو (الإنجليزية)
- توماس إيدج على موقع ناشيونال فوتبول تيمز (الإنجليزية)